# Luteránský kostel Bon Secours
Luteránský kostel Bon Secours (fr. Église luthérienne du Bon-Secours) je farní kostel v Paříži, který slouží Sjednocené protestantské církvi ve Francii. Nachází se v 11. obvodu v ulici Rue Titon č. 20.

## Dějiny
V roce 1863 otevřel pastor Hosemann na místě bývalého benediktinského kláštera Bon-Secours v Rue de Charonne první modlitebnu pro německé dělníky na předměstí Saint-Antoine. Bohoslužby probíhaly střídavě v němčině a francouzštině. Vznikly zde škola a sirotčinec. V roce 1893 byl komplex přesunut na Rue Titon č. 4. Základní kámen chrámu na Rue Titon č. 20 byl položen 20. června 1895. Chrám byl slavnostně otevřen 10. května 1896. Jeho architektem byl protestant Adolphe Augustin Rey. Kostel je od roku 1995 zapsán v seznamu historických památek. V kostele jsou varhany z roku 1898, které vytvořil Joseph Merklin.